# Gouvernement Chaves III
 Andalousie
Chaves II Chaves IV
Le gouvernement Chaves III est le gouvernement de l'Andalousie entre le 17 avril 1996 et le 29 avril 2000, durant la Ve législature du Parlement d'Andalousie. Il est présidé par Manuel Chaves.

## Composition
| Fonction                                                  | Nom | Nom                                    | Parti  |
| --------------------------------------------------------- | --- | -------------------------------------- | ------ |
| Président                                                 |     | Manuel Chaves González                 | PSOE-A |
| Conseiller à la Présidence                                |     | Gaspar Zarrías Arévalo                 | PSOE-A |
| Conseillère à l'Intérieur                                 |     | Carmen Hermosín Bono                   | PSOE-A |
| Conseillère à l'Économie et aux Finances                  |     | Magdalena Álvarez Arza                 | PSOE-A |
| Conseiller aux Relations avec le Parlement                |     | Antonio Ortega García                  | PA     |
| Conseiller au Travail et à l'Industrie                    |     | Guillermo Gutiérrez Crespo             | PSOE-A |
| Conseiller au Tourisme et aux Sports                      |     | José Núñez Castaín                     | PA     |
| Conseiller aux Travaux publics et aux Transports          |     | Francisco Vallejo Serrano              | PSOE-A |
| Conseiller à l'Agriculture et à la Pêche                  |     | Paulino Plata Cánovas                  | PSOE-A |
| Conseiller à la Santé                                     |     | José Luis García de Arboleya y Tornero | PSOE-A |
| Conseiller à l'Éducation                                  |     | Manuel Pezzi Ceretto                   | PSOE-A |
| Conseillère à la Culture                                  |     | María del Carmen Calvo Poyato          | PSOE-A |
| Conseiller à l'Environnement                              |     | José Luis Blanco Romero                | PSOE-A |
| Conseiller aux Affaires sociales (à partir du 02/08/1996) |     | Isaías Pérez Saldaña                   | PSOE-A |